# Svensböle, Sund
Svensböle är en by i Sunds kommun på Åland med 12 invånare (2023). Den ligger söder om sjöarna Östra och Västra Kyrksundet och består huvudsakligen av åkermark och skog.
Ett detaljplanerat industriområde finns i byn invid landsvägen. Där är tre företag etablerade samt kommunens återvinningscentral.

## Historia
Svensböle är tillsammans med grannbyarna Domarböle, Jussböle och Smedsböle medeltida nybyggen, anlagda på utmark som tillhört områdets äldsta by, Finby.
Bynamnet är sammansatt av en personnamnet  Sven samt ordet böle i betydelsen ’gård’ eller ’nybygge’.
Byn omtalas första gången i en skattelängd från 1544 som Swensbölö. Det finns också tidigare belägg, det äldsta från 1410, som lyder enbart Böle och som anses syfta på byarna Smedsböle, Svensböle och Domarböle. På 1530-talet verkar ägoförhållandena i området ha varit ganska röriga. Bönderna noterades omväxlande i olika byar olika år. Dessutom nämns 1537 en gård Mörsaböle som inte omtalas senare.
Enligt skattelängderna på 1500- och 1600-talen fanns två bönder i Svensböle. I början av 1680-talet tog bonden på den ena gården, Tomas Mattsson, över också den andra. Därefter fanns bara ett hemman i Svensböle. 
Ännu i mitten på 1700-talet hade Domarböle, Svensböle och Smedsböle gemensam utmark (skog och mulbete), vilket framgår av en lantmäterikarta från 1750. Det visar att byarna hade ett gemensamt ursprung och att bybildningsprocessen ännu inte var helt avslutad. 
Svensböle hörde till Sunds församling fram till 1985, därefter till Sund-Vårdö församling och ingår sedan 2022 i Norra Ålands församling.

### Svensböledagboken
Johan Eric Lindström (1805–1866) var bonde i Svensböle och en betrodd man i bygden, både häradsdomare och kyrkvärd. Från unga år skrev han dagbok, korta notiser om vad som hände på gården och i trakten. Den omspänner åren 1821–1846. Det var en händelserik tid. Några kilometer från Svensböle började Bomarsunds fästning att byggas omkring 1830. Tusentals människor var engagerade i arbetet. Många kom från avlägsna orter, i Finland, i Ryssland och i Polen, en blandning av kristna, både katoliker och ortodoxa, judar och muslimer. Här och där i dagboken skymtar livet i fästningens skugga fram. Men framför allt ger den en inblick i livet på en åländsk bondgård under första halvan av 1800-talet. Dagboken gavs ut i tryck 1985.

## Befolkningsutveckling
| Befolkningsutvecklingen i Svensböle 1970–2020 | Befolkningsutvecklingen i Svensböle 1970–2020 | Befolkningsutvecklingen i Svensböle 1970–2020 | Befolkningsutvecklingen i Svensböle 1970–2020 | Befolkningsutvecklingen i Svensböle 1970–2020 |
| --------------------------------------------- | --------------------------------------------- | --------------------------------------------- | --------------------------------------------- | --------------------------------------------- |
|                                               |                                               |                                               |                                               |                                               |
| År                                            |                                               |                                               | Folkmängd                                     |                                               |
| 1970                                          | 1970                                          |                                               | 11                                            |                                               |
| 1980                                          | 1980                                          |                                               | 15                                            |                                               |
| 1990                                          | 1990                                          |                                               | 15                                            |                                               |
| 2000                                          | 2000                                          |                                               | 12                                            |                                               |
| 2010                                          | 2010                                          |                                               | 13                                            |                                               |
| 2020                                          | 2020                                          |                                               | 10                                            |                                               |